# 柏林 (麻薩諸塞州)
柏林（英語：Berlin）是一個位於美國麻薩諸塞州烏斯特縣的鎮。

## 人口
根據2020年美國人口普查的數據，柏林的面積為33.90平方千米，當中陸地面積為33.50平方千米，而水域面積為0.40平方千米。當地共有人口3158人，而人口密度為每平方千米93人。